# Burtina
Burtina is een geslacht van vlinders van de familie spanners (Geometridae), uit de onderfamilie Ennominae.

## Soorten
- B. atribasalis Warren, 1899
- B. continua Walker, 1864
- B. sectinota Warren, 1905
- B. waterstradti Warren, 1905